# Ted McGinley
Ted McGinley, all'anagrafe Theodore Martin McGinley (Newport Beach, 30 maggio 1958), è un attore statunitense.

## Carriera
Nel 1980 viene scelto per interpretare Roger Phillips, il nipote di Marion Cunningham (Marion Ross), in Happy Days. Inizialmente la sua doveva essere una breve partecipazione ad alcuni episodi, ma con l'uscita dal cast di Ron Howard il personaggio di McGinley diviene sempre più importante fino alla fine della serie nel 1984.
Dopo la chiusura di Happy Days, trova subito ingaggio in un altro popolare telefilm, Love Boat, dove interpreta il personaggio di Ashley Covington Evansey. Fino al 1986 fa parte del cast fisso mentre nel 1987 interpreta solo alcune puntate.
Questo perché tra il 1986 e il 1987 diventa uno dei protagonisti della soap opera Dynasty, nella parte di Clay Fallmont. Dynasty gli conferma la popolarità conosciuta precedentemente nei vari telefilm.
Nel 1989 raggiunge la sua definitiva affermazione con la serie Sposati... con figli, che lo vede tra i protagonisti nella parte di Jefferson D'Arcy fino al 1997. Insieme ai protagonisti iniziali della serie (nata nel 1987), David Faustino, Ed O'Neill, Katey Sagal e Christina Applegate, nel 2009 riceve un premio TV Land Award in una categoria speciale.
Dopo svariate partecipazioni a serie tv e film, nel 2003 è protagonista insieme a Faith Ford e Kelly Ripa della sitcom Hope & Faith, che riscuote molto successo. Nella serie interpreta Charley, il marito di Hope (Faith Ford). Rimane nel cast fino alla fine della serie nel 2006.
Successivamente si è dedicato a ruoli da guest star in serie come I Griffin (2007-2008), Melissa & Joey (2010) e, sempre nel 2010 in un film animato dedicato al famoso cane Scooby-Doo, Scooby-Doo! La maledizione del mostro del lago.

## Filmografia

### Cinema
- L'ospedale più pazzo del mondo (Young Doctors in Love), regia di Garry Marshall (1982)
- La rivincita dei nerds (Revenge of the Nerds), regia di Jeff Kanew (1984)
- In campeggio a Beverly Hills (Troop Beverly Hills), regia di Jeff Kanew (1989)
- Il corpo del reato (Physical Evidence), regia di Michael Crichton (1989)
- Blue Tornado, regia di Antonio Bido (1991)
- Space Case, regia di Howard R. Cohen (1992)
- Fusi di testa 2 - Waynestock (Wayne's World 2), regia di Stephen Surjik (1993)
- Major League - La grande sfida (Major League: Back to the Minors), regia di John Warren (1998)
- Segui il tuo cuore (Follow Your Heart), regia di Lorenzo Doumani (1999)
- Le ragazze della Casa Bianca (Dick), regia di Andrew Fleming (1999)
- The Big Tease, regia di Kevin Allen (1999)
- Daybreak, regia di Jean Pellerin (2000)
- Cahoots, regia di Dirk Benedict (2001)
- Face the Music, regia di Jeff Howard (2001)
- Pearl Harbor, regia di Michael Bay (2001)
- The Storm Awaits, regia di Peter Castagnetti - cortometraggio (2007)
- Eavesdrop, regia di Matthew Miele (2008)
- Christmas with a Capital C, regia di Helmut Schleppi (2011)
- Bad Behavior, regia di Nicholas David Brandt e Lisa Hamil (2013)
- Redeemed, regia di David A.R. White (2014)
- Do You Believe?, regia di Jon Gunn (2015)
- Underdog Kids, regia di Phillip Rhee (2015)
- Expendable Assets, regia di Tino Struckmann (2016)
- Sam, Again, regia di Lucas Spaulding - cortometraggio (2016)
- Le reiette (The Outcasts), regia di Peter Hutchings (2017)
- Area of Conflict, regia di Tino Christian Von Struckmann (2017)
- God's Not Dead: A Light in Darkness, regia di Michael Mason (2018)
- A.X.L - Un'amicizia extraordinaria (A-X-L), regia di Oliver Daly (2018)

### Televisione
- Fantasilandia (Fantasy Island) – serie TV, episodio 6x08 (1982)
- Herndon, regia di Garry Marshall – cortometraggio TV (1983)
- Making of a Male Model, regia di Irving J. Moore – film TV (1983)
- Happy Days – serie TV, 61 episodi (1980-1984)
- Love Boat (The Love Boat) – serie TV, 60 episodi (1983-1987)
- Dynasty – serie TV, 34 episodi (1986-1987)
- Hotel – serie TV, episodi 2x25-3x19-5x07 (1985-1987)
- Balki e Larry - Due perfetti americani (Perfect Strangers) – serie TV, episodio 3x19 (1988)
- Detective Stryker (B.L. Stryker) – serie TV, episodi 1x04-2x02 (1989)
- Evening Shade – serie TV, episodio 1x06 (1990)
- Baby Talk – serie TV, episodio 1x01 (1991)
- La rivincita dei nerds III (Revenge of the Nerds III: The Next Generation), regia di Roland Mesa – film TV (1992)
- Un bacio prima di uccidere (Linda), regia di Nathaniel Gutman – film TV (1993)
- La rivincita dei nerds IV (Revenge of the Nerds IV: Nerds in Love), regia di Steve Zacharias – film TV (1994)
- L'orma del califfo (Wild Justice), regia di Tony Wharmby – film TV (1994)
- Dream On – serie TV, episodio 6x03 (1995)
- Incontro con la morte (Tails You Live, Heads You're Dead), regia di Tim Matheson – film TV (1995)
- Rete pericolosa (Deadly Web), regia di Jorge Montesi – film TV (1996)
- The John Larroquette Show – serie TV, episodi 3x06-3x13-3x23 (1995-1996)
- Sposati... con figli (Married with Children) – serie TV, 167 episodi (1989-1997)
- Trappola in rete (Every Mother's Worst Fear), regia di Bill Norton – film TV (1998)
- Sports Night – serie TV, 8 episodi (1998-1999)
- Work with Me – serie TV, episodio 1x01 (1999)
- Hard Time: L'hotel degli ostaggi (Hard Time: Hostage Hotel), regia di Hal Needham – film TV (1999)
- West Wing - Tutti gli uomini del Presidente (The West Wing) – serie TV, episodi 2x04-2x13-2x14 (2000-2001)
- The Practice - Professione avvocati (The Practice) – serie TV, episodio 5x15 (2001)
- Wednesday 9:30 (8:30 Central) – serie TV, episodio 1x03 (2002)
- Tempeste di ghiaccio (Frozen Impact), regia di Neil Kinsella – film TV (2003)
- Charlie Lawrence – serie TV, 6 episodi (2003)
- Family Curse, regia di Steve Minor – film TV (2003)
- Air Crash - Il volo del mistero (NTSB: The Crash of Flight 323), regia di Jeff Bleckner – film TV (2004)
- Hope & Faith – serie TV, 73 episodi (2003-2006)
- Til Death - Per tutta la vita ('Til Death) – serie TV, episodio 1x21 (2007)
- The Note, regia di Douglas Barr – film TV (2007)
- Psych – serie TV, episodio 3x10 (2009)
- Un'occasione per amare (Taking a Chance on Love), regia di Douglas Barr – film TV (2009)
- I maghi di Waverly (Wizards of Waverly Place) – serie TV, episodio 3x16 (2010)
- Melissa & Joey – serie TV, episodio 1x10 (2010)
- Scooby-Doo! La maledizione del mostro del lago (Scooby-Doo! Curse of the Lake Monster), regia di Brian Levant – film TV (2010)
- Breaking In – serie TV, episodio 1x04 (2011)
- La scelta del cuore (Notes from the Heart Healer), regia di Douglas Barr – film TV (2012)
- Il doppio volto della follia (Imaginary Friend), regia di Richard Gabai – film TV (2012)
- Sullivan & Son – serie TV, episodio 1x03 (2012)
- The 4 to 9ers, regia di James Widdoes – film TV (2012)
- The Mentalist – serie TV, episodio 5x07 (2012)
- Non toccate mia figlia (A Mother's Rage), regia di Oren Kaplan – film TV (2013)
- Mad Men – serie TV, episodio 6x04 (2013)
- Fiamme d'amore (Rescuing Madison), regia di Bradford May – film TV (2014)
- Castle – serie TV, episodio 7x09 (2014)
- Pagine d'amore (The Bridge), regia di Mike Rohl – film TV (2015)
- Pagine d'amore - Parte seconda (The Bridge Part 2), regia di Mike Rohl – film TV (2016)
- No Tomorrow – serie TV, 4 episodi (2016)
- Le pagine dell'amore (Happily Never After), regia di David S. Cass Sr. – film TV (2017)
- The Landlord, regia di Daniel Ringey – film TV (2017)
- Hawaii Five-0 – serie TV, episodio 9x15 (2019)
- Ci mancava solo Nick (No Good Nick) – serie TV, 8 episodi (2019)
- Christmas Reservations, regia di Deanne Foley – film TV (2019)
- The Baxters – serie TV, 30 episodi (2019)
- Mom – serie TV, episodio 7x14 (2020)
- Shrinking – serie TV, 9 episodi (2023)

## Doppiatori italiani
Nelle versioni in italiano delle opere in cui ha recitato, Ted McGinley è stato doppiato da:
- Fabrizio Temperini in Sposati... con figli, Volo 323: cronaca di un disastro
- Saverio Indrio in West Wing - Tutti gli uomini del Presidente, A-X-L - Un'amicizia extraordinaria
- Giorgio Locuratolo in Daybreak, Mad Men
- Stefano Mondini in Psych, No Tomorrow
- Enrico Di Troia in Hawaii Five-0, Ci mancava solo Nick
- Antonio Fattorini in Happy Days (st. 8)[1]
- Rodolfo Bianchi in Happy Days (st. 9-10)[1]
- Tonino Accolla in Happy Days (st. 11)[1]
- Francesco Prando in La rivincita dei nerds
- Vittorio De Angelis in Dynasty
- Massimo Lodolo in Hotel
- Massimo Rossi in In campeggio a Beverly Hills
- Francesco Pannofino ne Il corpo del reato
- Luca Ward in Blue Tornado
- Roberto Certomà in Le ragazze della Casa Bianca
- Andrea Ward in Hope & Faith
- Luigi La Monica in Tempeste di ghiaccio
- Pierluigi Astore in Scooby-Doo! La maledizione del mostro del lago
- Stefano De Sando Breaking In
- Fabrizio Pucci in The Mentalist
- Mario Cordova in Castle
- Stefano Benassi in Mom
- Vladimiro Conti in Shrinking